# Cinq psychanalyses
Ne doit pas être confondu avec Cinq leçons sur la psychanalyse.
Cinq psychanalyses est un recueil de cinq études psychanalytiques, d'abord réunies par Freud et publiées ensemble dans un tome des Gesammelte Schriften, puis en traduction française, en 1935, sous le titre Cinq psychanalyses. Ces cinq histoires de cas ont été traduites pour la première fois en français par Marie Bonaparte et Rudolph Loewenstein et sont parues dans la Revue française de psychanalyse (sauf pour L'Homme aux loups), aux dates respectives suivantes :
1. 1928, Fragment d'une analyse d'hystérie (Dora) (Freud, 1905),
2. 1928 (trad.  de Marie Bonaparte seule), Analyse d'une phobie chez un petit garçon de 5 ans (Le petit Hans) (Freud, 1909),
3. 1932, Remarques sur un cas de névrose obsessionnelle (L'Homme aux rats) (Freud, 1909),
4. 1932,  Remarques psychanalytiques sur l'autobiographie d'un cas de paranoïa (Dementia paranoïdes) (Le Président Schreber) (Freud, 1911),
5. 1935,  Extrait de l'histoire d'une névrose infantile (L'Homme aux loups) (Freud, 1918).

Le texte des traductions de Marie Bonaparte et Rudolph Loewenstein a été repris sans modifications dans l'édition française de 1935 chez Denoël & Steele.

## Les cinq histoires de cas
Cet ouvrage est composé ainsi :
- Dora. Fragment d'une analyse d'hystérie, étude menée à propos d'une cure menée par Freud avec Ida Bauer, rédigée en janvier 1901 sous le titre initial Rêve et hystérie et publiée en 1905.
- Le petit Hans. Analyse de la phobie d'un garçon de cinq ans, étude menée à propos d'Herbert Graf, écrite en juillet 1908 et publiée en février 1909.
- L’Homme aux rats. Remarques sur un cas de névrose obsessionnelle. Freud commence le traitement psychanalytique d'Ernst Lanzer, l'homme aux rats, en octobre 1907, il en présente un exposé au premier congrès psychanalytique de Salzbourg, et publie le cas en octobre 1909.
- Remarques psychanalytiques sur l'autobiographie d'un cas de paranoïa (Dementia paranoïdes) (Le Président Schreber). Freud réalise en 1910, une étude clinique des Mémoires de Daniel Paul Schreber (1903), étude publiée en 1911.
- Extrait de l'histoire d'une névrose infantile (L’homme aux loups). Freud a traité Sergueï Pankejeff, l'homme aux loups, de février 1910 à juillet 1914. Il écrit son texte en octobre-novembre 1914 mais ne le publie qu'en avril 1918, sous une forme un peu augmentée. Serguei Pankejeff reprend une analyse entre novembre 1919 et février 1920.

## Présentation des cinq psychanalyses
Sigmund Freud a tiré de son expérience avec ses analysants ou de ses lectures, cinq histoires cliniques. Il s'agit de l'étude du cas Dora, une jeune fille hystérique, et des essais consacrés à l’« Homme aux loups » et à l’« Homme aux rats ».
Les deux autres études, consacrées au « Petit Hans » et au Président Schreber, ne sont pas des comptes-rendus d'analyse. En effet, dans l’histoire d’une phobie infantile, celle du Petit Hans, c’est le père du jeune garçon, qui a aidé son fils à se guérir de sa phobie, avec l’aide de Freud, celui-ci jouant le rôle de tiers et de superviseur de ce travail analytique entrepris par le père. Quant à cette analyse que Freud a faite du délire paranoïaque du Président Schreber, il n’a pu la concevoir qu’à partir d’un texte. Les « Mémoires du Président Schreber » avaient passionné aussi bien Freud que Jung, comme ils en témoignent tous deux dans leurs lettres, au temps de leur correspondance.
Pour saisir une vue d’ensemble de ces cinq psychanalyses, Freud théorise, dans cet ouvrage, les trois névroses, hystérie, phobie et névrose obsessionnelle. Avec Schreber, il aborde le champ de la psychose et tente de la mesurer à l’aune de ce qu’il a déjà théorisé à propos des névroses. Cette aune est, pour Freud, celle de l’Œdipe. Il interprète le délire de Schreber, en postulant que cet homme était en proie au complexe paternel.

### Dora:Fragments d'une analyse d'hystérie
Le texte qui a pour titre Fragment d'une analyse d'hystérie se compose de cinq parties : outre l'avant-propos et la conclusion, Freud l'approche en trois chapitres : I L'État morbide, II Le premier rêve, III Le second rêve. Dans son avant-propos, Freud insiste surtout sur l’importance des rêves dans l’analyse.
Ce récit devait d’abord s’appeler Rêve et Hystérie, parce que cette analyse lui semblait propre à démontrer comment les rêves participent au travail de l’analyse en s’y entrelaçant avec les symptômes et aidant ainsi à leur interprétation. Le 25 janvier 1901, il annonçait à Fliess la fin de ce travail d’écriture et en donnait cette appréciation, « C’est en tout cas, le travail le plus subtil que j’aie jamais écrit et qui effraiera les gens encore plus que de coutume… »
Freud indique, dans son avant-propos, que, s’il a déjà fait précéder non sans raison les travaux qu’il projetait sur la théorie des névroses, de l’étude « laborieuse et approfondie » sur les rêves c’est parce qu’elle en était une étape indispensable. C’est également aussi pour lui une façon de convaincre ses lecteurs de la validité de sa découverte. Il avance en effet qu’il est possible d’avoir recours à ses propres rêves et que la technique de leur interprétation est facile à apprendre si on suit bien les exemples et les règles qu’il en a données. Tout ce qu’il avance peut donc être vérifié par chacun, pour peu qu’il soit sensible, à l’existence en lui, de quelque chose qui parle, sans lui demander son avis, à l’existence du savoir inconscient, lui qui nous fait rêver, faire des lapsus, et des mots d’esprits, mais aussi bien des actes manqués et peut transformer notre vie en cauchemar. « Je soutiens aujourd’hui comme alors, écrit-il, et il est plein d’assurance et de fermeté dans son propos, qu’une condition indispensable pour comprendre les processus psychiques dans l’hystérie et dans les autres psychonévroses est d’approfondir le problème du rêve. »
Freud expose sa conception de l'interprétation du rêve, qui doit être abordée par le recours à l'« association libre », qui consiste pour le patient, à dire librement ce qui lui vient à l’esprit, sans se censurer, quel que soit le niveau d’absurdité ou d’intimité qu’il dévoile. « Personne, poursuit Freud, avec beaucoup d’autorité, n’aura de chance d’avancer dans ce domaine s’il veut s’épargner ce travail préparatoire ». On peut donc lire cet avant-propos du texte de Dora, comme une suite à ce qu’il a encore à dire, pour sa défense et la défense de sa découverte, à propos de son ouvrage de L’Interprétation des rêves paru un an plus tôt en 1900. L’analyse de Dora prend appui sur deux rêves de la jeune fille, et constitue pour Freud, une démonstration de la possibilité d'analyser les rêves dans la cure thérapeutique.

#### 1 - «L'état morbide»
Pour pouvoir interpréter un rêve, Freud commence par raconter ce qu’a été la vie de Dora, la description de son entourage familial et amical, en même temps que l’histoire de sa névrose, une petite hystérie, toux et aphonie, mais pas seulement.
Le père de Dora est pour Freud un homme digne d’éloge, il n’en va pas autant pour la mère : « D’après les renseignements fournis par Dora et par son père, je fus amené à me la représenter, écrit Freud, comme une femme peu instruite et surtout inintelligente, qui avait concentré, depuis la maladie de son mari et la désunion qui s’ensuivit, tout son intérêt sur le ménage ». La mère et la fille s’entendaient très mal, en revanche Dora éprouvait une grande admiration pour l’une de ses amies, Madame K. Elles vivaient dans une grande intimité. La jeune femme lui faisait beaucoup de confidences sur la vie sexuelle, et sur la sienne en particulier, tandis que le père de Dora s’intéressait, lui aussi, beaucoup à elle. Monsieur K. en partie délaissé par sa femme, s’intéressait, lui, de très près, à Dora. Il avait tenté de l’embrasser une première fois en la coinçant dans un couloir, alors qu’elle était âgée de 14 ans. Quelque temps avant le début de son analyse, au cours d’une promenade au bord d’un lac, il lui déclare sa flamme. Pour toute réponse, Dora le gifle. C’est ainsi que Freud nous décrit ce quatuor, Dora et monsieur K., le père de Dora et madame K. De ce quatuor, la mère de Dora est exclue. Des personnages qui semblent être de simples comparses ont pourtant eux aussi leur importance. Par exemple la gouvernante de la famille K. qui avait accueilli avec faveur les hommages de monsieur K. et avait eu grand peur d’attendre un enfant, fruit de ces amours ancillaires. C’est à cette gouvernante, que Dora s’était identifiée : elle avait ainsi "donné ses huit jours" à Freud, le quittant à jamais, au bout de trois mois d’analyse.
Dora souffrait depuis l’âge de huit ans d’une gêne respiratoire permanente qui s’accentuait par accès. Des quintes de toux persistèrent jusqu’à l’âge de dix huit ans, âge qu’elle avait lorsqu’elle vint voir Freud. Au début de ces crises, la toux était accompagnée d’une aphonie. Elle ne pouvait plus parler.
- À dix-huit ans, Freud résume ainsi son état : « Les symptômes principaux de son état étaient la dépression et des troubles du caractère. Elle ne s'entendait plus avec son père et cherchait noise à sa mère.

Mais surtout ses parents ont été effrayés par une lettre qu'elle avait laissée sur son bureau pour que ses parents puissent la lire. Elle y manifestait le désir de se suicider. C'était une lettre d'adieu.
- Autre événement tout aussi important :

Après une dispute insignifiante entre le père et la fille, elle eut pour la première fois « un évanouissement duquel elle garda de l'amnésie… »
À propos de cet évanouissement, Freud ajoute en note qu'il s'était accompagné de convulsions et d'un état délirant. Mais impossible, au cours de ces trois mois d'analyse, de déchiffrer cet événement.
Pour résumer, Freud trouve que Dora est atteinte d'une forme mineure d'hystérie : « dyspnée, toux nerveuse, aphonie, peut-être aussi migraine ; avec cela dépression, humeur insociable hystérique et dégoût probablement peu sincère de la vie ». « C'est sur l'ordre formel de son père » qu'elle vint se faire soigner. C’était de mauvais augure quant à cette psychanalyse qui n'a duré que trois mois.

#### 2 - Le premier rêve de Dora
Freud décrit ce premier rêve comme « un rêve à répétition » donc comme un rêve qui, pour lui, présente le plus grand intérêt. Il compte donc l’explorer très sérieusement dans le but de le faire participer activement à l’analyse, l’intégrer dans ce travail de déchiffrage de l'inconscient qu'il poursuit avec Dora. Il reste à découvrir justement pourquoi ces rêves dits à répétition l’intéressent tout particulièrement.
Voici le texte de ce rêve, ce que Freud appelle « contenu manifeste du rêve », c'est-à-dire le récit qu’en fait l’analysant et qui est à déchiffrer nous dit Freud, comme un rébus pour pouvoir en retrouver le « contenu latent », c'est-à-dire le désir inconscient qui tentait de s'y faire reconnaître.
Il y a un incendie dans une maison, me raconte Dora, mon père est debout devant mon lit et me réveille. Je m’habille vite. Maman veut encore sauver sa boîte à bijoux, mais papa dit : « je ne veux pas que mes deux enfants et moi soyons carbonisés à cause de ta boîte à bijoux ». Nous descendons en hâte, et aussitôt dehors, je me réveille. Comme c’est un rêve à répétition, Freud lui demande quand elle l’a fait pour la première fois, et d’après ce que Dora lui en dit, ils découvrent tous deux que ce rêve a été fait en réaction à l’événement qui s’est produit au bord du lac, quand Monsieur K., l’ami de la famille et qui avait donc l’âge d’être son père, lui avait déclaré son amour. Devant ce danger d’incendie, Dora appelle son père à l’aide. Elle souhaite qu’il la protège de ce qu’elle éprouve comme la violence du désir d’un homme.
Mais ce rêve les emmènera beaucoup plus loin, tous les deux vers l’enfance de Dora, car avec le feu, un autre élément est appelé à la rescousse, celui de la lance à incendie, un appel à l’eau. C’est ainsi que d’associations en associations d’idées, ce rêve aborde les souvenirs d’enfance de Dora, la période de son enfance où son père venait la réveiller pour la sauver d’un autre danger, celui de mouiller son lit. C'est ainsi que Freud soulève la question des liens de la masturbation et de l'énurésie. Pour rejoindre ce désir infantile du rêve, Freud se réfère, avec une infaillible sûreté, à cette phrase équivoque prononcée par Dora « on peut avoir besoin de sortir la nuit ».
Il écrit : « Un rêve régulier se tient pour ainsi dire sur deux jambes, dont l’une s’appuie sur un fait récent essentiel, l’autre sur un événement important de l’enfance. Entre ces deux événements, celui de l’enfance et le récent, le rêve établit une communication. Il cherche à reformer le présent sous la forme du passé. Le désir qui crée le rêve provient donc toujours de l’enfance, il veut toujours la ressusciter, en refaire une réalité, corriger le présent d’après l’enfance ».

#### 3 - Le second rêve de Dora
Le deuxième rêve de Dora est beaucoup plus long que le premier. Freud découpe le texte de ce rêve, qui a pourtant un aspect presque cohérent, en autant de petits fragments à partir desquels il incite Dora à livrer ses associations d’idées.
Voici donc son contenu manifeste :
« Je me promène dans une ville que je connais pas, je vois des rues et des places qui me sont étrangères. J’entre ensuite dans une maison où j’habite, je vais dans ma chambre et j’y trouve une lettre de maman. Elle écrit que comme j’étais sortie à l’insu de mes parents, elle n’avait pas voulu m’informer que papa était tombé malade. « Maintenant il est mort, et si tu veux tu peux venir. » Je vais donc à la gare et je demande peut-être cent fois où est la gare. On me répond invariablement : cinq minutes. Ensuite je vois devant moi une épaisse forêt dans laquelle je pénètre, et je questionne un homme que j’y rencontre. Il me dit : Encore deux heures et demie. Il me propose de m’accompagner. Je refuse et m’en vais toute seule. Je vois la gare devant moi et je ne puis l’atteindre. Ceci est accompagné d’un sentiment d’angoisse que l’on a dans un rêve où l’on ne peut avancer. Ensuite je suis à la maison, entre-temps, j’ai dû aller en voiture, mais je n’en sais rien. J’entre dans la loge du concierge et je la questionne au sujet de notre appartement. La femme de chambre m’ouvre et répond : maman et les autres sont déjà au cimetière. »
De ce rêve rien ne peut être analysé sans l’appui du rêveur. Encore peut-on être déjà attiré par cette phrase évocatrice « Je vois devant moi une épaisse forêt dans laquelle je pénètre » Elle nous permet déjà de deviner ce qui est un des thèmes du rêve, avec celui de la mort du père, celui où identifiée à un homme, ce jeune homme parti à l'étranger, elle explore le corps de la mère, le corps d'une femme, comme une façon de se poser des questions sur sa propre féminité, sur ce qu’est être une femme du point de vue d’un homme. Mais pour en savoir un peu plus et confirmer cette hypothèse de départ, encore nous faut-il suivre le découpage de ce rêve et les associations qu'il provoque à sa suite.
Lorsque Dora se promène dans une ville étrangère qu'elle ne connait pas, elle nous confirme qu'elle s'est identifiée à l'un de ses prétendants qui est effectivement parti à l'étranger. Freud devine que ce jeune homme est celui qu'elle épousera plus tard.
Mais une autre phrase de ce rêve est également décisive quant au sens qu'il va pouvoir lui donner : « Encore deux heures et demie ». Cette malicieuse Dora annonçait ainsi à Freud qu'elle ne lui laissait plus que deux heures et demie pour résoudre ses problèmes car au bout de ce laps de temps, elle l'aurait quitté.
Mais c'est aussi pendant deux heures et demie qu'elle resta, comme en extase, en contemplation devant la Madone de Dresde…
Freud isole notamment du texte de ce rêve le petit fragment « deux heures et demie » et dans les associations qui surgissent, par rapport à cette donnée de temps, Dora reparle de sa promenade au bord du lac avec Monsieur K. et de la gifle qu’elle lui avait donnée en réponse à la phrase inaugurant sa déclaration d’amour : « Vous savez bien que ma femme n’est rien pour moi ».
Mais surtout Freud prête attention à cette forêt profonde dans laquelle Dora pénètre. Elle avait vu hier exactement la même épaisse forêt dans le tableau d’une exposition. « Au fond du tableau on voyait des nymphes. À ce moment, mon soupçon se mua en certitude, écrit Freud. La gare et le cimetière à la place d’organes génitaux, voila ce qui était assez clair, mais mon attention en éveil portait sur le vestibule, mot composé d’une manière analogue (Bahnhof, Friedhof, Vorhof : gare, cimetière, vestibule, terme anatomique désignant une certaine région des organes génitaux féminins… C’était là de la géographie sexuelle symbolique… Derrière la première situation du rêve se cachait alors, si cette interprétation était juste, un fantasme de défloration, un homme s’efforçant de pénétrer dans les organes génitaux d’une femme. »
C’est à cet homme que Dora est identifiée tentant de découvrir les mystères de sa propre féminité. Elle tentait de répondre à la question que se pose toute hystérique qu’est-ce que c’est qu’être une femme ? Comment peut-elle être aimée et désirée par un homme ? Sans nul doute l’absence de sa mère, exclue de ces relations d’amour qui s’étaient tissées entre les membres du quatuor, son père et madame K., monsieur K. et Dora, était-elle en cause dans sa difficulté à répondre à cette question.

### Le Président Schreber
Le Président Schreber : Remarques psychanalytiques sur un cas de paranoïa (dementia paranoides) décrit sous forme autobiographique est publié pour la première en 1911 dans une revue de psychanalyse allemande. Un supplément à cette étude y est ajouté l'année suivante. C'est à la suite de la lecture des Mémoires d'un névropathe de Daniel Paul Schreber, venues à lui par le biais de Carl Gustav Jung, que Sigmund Freud décide d'étudier ce cas de paranoïa, en se basant sur la description qu'en fait Schreber dans ses écrits. Selon la traduction, les termes « paranoïa » ou « psychose » peuvent être utilisés. Lacan, dans son séminaire 1955-1956, favorisera le terme de « psychose», s’efforçant de la distinguer de la « névrose ». Le Président Schreber n'est pas une étude clinique de Freud, mais une analyse psychanalytique des délires psychotiques racontés par Schreber lui-même dans son autobiographie. Freud l'explique lui-même en ces mots : « Étant donné que les paranoïaques ne peuvent être contraints à surmonter leurs résistances internes [...] le rapport écrit ou l'histoire de malade imprimée interviennent comme substitut de la connaissance personnelle du malade ». Le texte comporte quatre parties principales (I - Histoire du malade ; II - Tentatives d'explication ; III - Mécanismes paranoïaques IV - Supplément) ainsi qu'un introduction.

#### I - Histoire du malade
Cette section ne s'appuie pas, ou pas assez, sur des sources secondaires ou tertiaires indépendantes du sujet.

Pour l'améliorer, ajoutez-en, ou placez des modèles {{Source secondaire souhaitée}} ou {{Source secondaire nécessaire}} sur les passages mal sourcés. (janvier 2021)
Daniel Paul Schreber étant toujours en vie lorsque Sigmund Freud publie son texte, ce dernier affirme, en introduction, ne pas le trahir en étudiant son cas de délire, vu ce souhait formulé dans ses Mémoires : « Je pense fermement [...] qu'il serait utile à la science et à la reconnaissance des vérités religieuses que, de mon vivant encore, des autorités compétentes puissent venir faire des vérifications sur mon corps et constater les vicissitudes que j'ai traversées. Cette considération doit prévaloir sur tout scrupule d'ordre personnel. » Freud y va, dans cette première partie, d'un résumé détaillé de la maladie de Schreber, se basant à la fois sur ses mémoires, et à la fois sur les documents psychiatriques le concernant. Freud y décrit les deux périodes de maladie de Schreber : une première qui dura de 1884 à 1885, traitée par le Dr Flechsig, et qui, à l'aveu de Schreber, « se déroula sans que survînt un seul [...] épisode touchant au domaine du surnaturel », et une seconde, débutée en 1893, où Schreber sombre dans un délire violent. C'est lors des premiers balbutiements de ce second épisode paranoïaque que Schreber se fit « une représentation que dans la plénitude de sa conscience il eût repoussée avec une grande indignation », l'idée que « ce doit être une chose singulièrement belle que d'être une femme en train de subir l'accouplement ». La lecture des dossiers médicaux afin de reconstituer le parcours de Schreber est l'occasion, pour Freud, de critiquer la psychiatrie pratiquée à l'époque, tout en la distinguant de la psychanalyse qui, contrairement à sa consœur, qui ne se contente que de décrire les effets du délire, considère que les psychoses « procèdent de motions les plus générales et les plus compréhensibles de la vie d'âme » et qu'il faut s'intéresser à leurs constructions pour les approcher. C'est dans cet ordre d'idée que Freud propose par la suite une lecture soutenue des Mémoires d'un névropathe, citant abondamment le texte et esquissant ses premières déductions[réf. souhaitée]. Les deux points principaux de la psychose schreberienne, selon le psychanalyste, sont son délire rédempteur, caractérisé par un rapport à Dieu qui s'incarnerait dans les nerfs des individus, et un fantasme de transformation en femme. De ce système théorique complexe, « mélange de platitudes et d'esprit, d'éléments empruntés et d'éléments originaux », Freud finira par en conclure que « la maladie est conçue comme un combat de l'être humain Schreber contre Dieu ». À la fin de cette première partie, Freud affirme que ces deux parties du délire sont liées « dans son système du fait de la position féminine envers Dieu ». Le chapitre suivant s’attelle à développer cette hypothèse.[réf. souhaitée]

#### II - Tentative d'interprétation
Freud, dans son interprétation, donne une place importante à l'homosexualité, et poursuit l'esquisse de la question qu'il avait abordée pour la première fois dans Trois essais sur la théorie sexuelle. En effet, « la paranoïa serait un mode de défense contre un désir homosexuel », selon l'analyse de Freud, qui affirme que « en général l'être humain oscille, sa vie durant, entre la façon de sentir hétérosexuelle et la façon de sentir homosexuelle, et le refusement ou la déception d'un de ces côtés a coutume de le pousser vers l'autre. » Toutefois, comme le souligne Jacques André, la critique postfreudienne donnera un rôle beaucoup moins important à l'homosexualité dans l'analyse du cas Schreber, « le lien entre paranoïa et homosexualité [étant] moins nié que déplacé : de la cause vers la solution ». André parle toutefois d'une « équivocité » de la question de l'homosexualité chez Freud, généralement manquée par la critique. En effet, selon lui, l'approche de Freud quant à l'homosexualité dans Le Président Schreber serait double : « sur l'une de ses faces, elle regarde côté névrose, côté liaison et maintien de l'amour objet » tandis que, sous un autre aspect, elle « fait de l'amour du fils pour le père la reprise d'un amour pour le même (sexe), soit la duplication de l'amour de soi », liant ainsi le désir pour le même sexe à une forme de narcissisme primaire. Lacan, dans D'une question préliminaire à tout traitement possible de la psychose, délaissera quelque peu cette question dans son interprétation du texte de Freud, en affirmant que « l'homosexualité, prétendue déterminante de la psychose paranoïaque, est proprement un symptôme articulé dans son procès ».